# 小行星6973
小行星6973（英語：6973 Karajan）是一颗围绕太阳公转的小行星。1992年4月27日，上田清二、金田宏在钏路市发现了此天体。
这颗小行星的绝对星等为91.4932229976945等。